# Biathlon-Europameisterschaften 2016
Die 23. Biathlon-Europameisterschaften (offiziell: IBU Open European Championships Biathlon 2016) fanden vom 23. bis 28. Februar 2016 im russischen Tjumen im Wintersportzentrum „Die Perle Sibiriens“ statt.
Anstatt der Staffeln von Männern und Frauen wurde in diesem Jahr erstmals sowohl ein Single-Mixed-Staffel- als auch Mixed-Staffel-Rennen ausgetragen.
Die Biathlon-Junioren-Europameisterschaften 2016 fanden in diesem Jahr getrennt von den Europameisterschaften vom 17. bis 20. März 2016 auf der Hochebene von Pokljuka in Slowenien statt.

## Zeitplan
| Datum             | Männer          | Männer                                  | Frauen                                  | Frauen                                  |
| ----------------- | --------------- | --------------------------------------- | --------------------------------------- | --------------------------------------- |
| 22. Februar (Mo.) | Eröffnungsfeier | Eröffnungsfeier                         | Eröffnungsfeier                         | Eröffnungsfeier                         |
| 24. Februar (Mi.) | 11:00           | Single-Mixed-Staffel                    | Single-Mixed-Staffel                    | Single-Mixed-Staffel                    |
| 24. Februar (Mi.) | 14:00           | Mixed-Staffel (2 × 6 km und 2 × 7,5 km) | Mixed-Staffel (2 × 6 km und 2 × 7,5 km) | Mixed-Staffel (2 × 6 km und 2 × 7,5 km) |
| 25. Februar (Do.) | 14:00           | Sprint (10 km)                          | 11:00                                   | Sprint (7,5 km)                         |
| 27. Februar (Sa.) | 14:00           | Verfolgung (12,5 km)                    | 11:00                                   | Verfolgung (10 km)                      |
| 28. Februar (So.) | 14:00           | Massenstart (15 km)                     | 11:00                                   | Massenstart (12,5 km)                   |

## Medaillenspiegel
Endstand nach 8 Wettkämpfen

### Nationen
| Platz | Land        | Gold | Silber | Bronze | Gesamt |
| ----- | ----------- | ---- | ------ | ------ | ------ |
| 1     | Russland    | 4    | 1      | 1      | 6      |
| 2     | Deutschland | 3    | 3      | 2      | 8      |
| 3     | Belarus     | 1    | 0      | 0      | 1      |
| 4     | Slowakei    | 0    | 2      | 0      | 2      |
| 5     | Norwegen    | 0    | 1      | 4      | 5      |
| 6     | Tschechien  | 0    | 1      | 0      | 1      |
| 7     | Bulgarien   | 0    | 0      | 1      | 1      |

### Sportler
| Platz | Sportler                   | Gold | Silber | Bronze | Gesamt |
| ----- | -------------------------- | ---- | ------ | ------ | ------ |
| 1     | Jewgeni Garanitschew       | 2    | 1      | 0      | 3      |
| 2     | Anton Babikow              | 2    | 0      | 1      | 3      |
| 3     | Luise Kummer               | 1    | 1      | 0      | 2      |
| 4     | Florian Graf               | 1    | 0      | 1      | 2      |
| 5     | Matwei Jelissejew          | 1    | 0      | 0      | 1      |
|       | Nadine Horchler            | 1    | 0      | 0      | 1      |
|       | Olga Jakuschowa            | 1    | 0      | 0      | 1      |
|       | Anastassija Sagoruiko      | 1    | 0      | 0      | 1      |
|       | Nadseja Skardsina          | 1    | 0      | 0      | 1      |
|       | Wiktorija Sliwko           | 1    | 0      | 0      | 1      |
| 11    | Karolin Horchler           | 0    | 2      | 0      | 2      |
|       | Paulína Fialková           | 0    | 2      | 0      | 2      |
| 13    | Henrik L’Abée-Lund         | 0    | 1      | 1      | 2      |
| 14    | Matthias Dorfer            | 0    | 1      | 0      | 1      |
|       | Jana Gereková              | 0    | 1      | 0      | 1      |
|       | Matej Kazár                | 0    | 1      | 0      | 1      |
|       | Martin Otčenáš             | 0    | 1      | 0      | 1      |
|       | Jaroslav Soukup            | 0    | 1      | 0      | 1      |
| 19    | Ingrid Landmark Tandrevold | 0    | 0      | 3      | 3      |
| 20    | Håvard Bogetveit           | 0    | 0      | 1      | 1      |
|       | Vetle Sjåstad Christiansen | 0    | 0      | 1      | 1      |
|       | Wladimir Iliew             | 0    | 0      | 1      | 1      |
|       | Annika Knoll               | 0    | 0      | 1      | 1      |
|       | Bente Landheim             | 0    | 0      | 1      | 1      |
|       | Sigrid Bilstad Neraasen    | 0    | 0      | 1      | 1      |

## Ergebnisse

### Frauen

#### Sprint 7,5 km
| Platz | Sportler              | Zeit    | Schieß- fehler |
| ----- | --------------------- | ------- | -------------- |
| 1     | Nadine Horchler       | 21:53,0 | 0+1            |
| 2     | Karolin Horchler      | +12,7   | 0+0            |
| 3     | Annika Knoll          | +28,5   | 0+0            |
| 4     | Anna Schtscherbinina  | +32,0   | 0+1            |
| 5     | Nadseja Skardsina     | +34,5   | 0+0            |
| 6     | Marija Panfilowa      | +37,6   | 0+0            |
| 7     | Anastassija Sagoruiko | +38,0   | 1+1            |
| 8     | Barbora Tomešová      | +51,9   | 0+1            |
| 9     | Luise Kummer          | +1:01,7 | 0+2            |
| 10    | Paulína Fialková      | +1:02,7 | 0+1            |

Datum: Donnerstag, 25. Februar 2015, 11:00 Uhr
Gemeldet: 64 Athletinnen; nicht am Start (DNS): 1; aufgegeben (DNF): 2
Weitere Teilnehmer aus deutschsprachigen Ländern und Ländern mit deutschsprachigen Provinzen:

 Alexia Runggaldier +1:18,4 min (0+0) 15. Platz.

 Susanna Meinen +1:42,8 min (2+0) 24. Platz.

 Julia Schwaiger +1:54,2 min (1+0) 31. Platz.

 Flurina Volken +2:02,7 min (2+1) 35. Platz.

 Fabienne Hartweger +2:05,5 min (1+1) 36. Platz.

 Ladina Meier-Ruge +2:07,1 min (0+0) 37. Platz.

 Ramona Düringer +2:36,4 min (1+1) 45. Platz.

 Nicole Gontier +2:40,9 min (1+2) 46. Platz.

 Tanja Bissig +2:57,2 min (1+1) 49. Platz.

 Magdalena Fankhauser +3:34,3 min (1+0) 59. Platz.

#### Verfolgung 10 km
| Platz | Sportler                   | Zeit    | Schieß- fehler |
| ----- | -------------------------- | ------- | -------------- |
| 1     | Nadseja Skardsina          | 30:01,7 | 0+0+0+2        |
| 2     | Karolin Horchler           | +7,4    | 1+0+1+0        |
| 3     | Ingrid Landmark Tandrevold | +14,1   | 0+1+2+0        |
| 4     | Anastassija Sagoruiko      | +14,4   | 1+1+0+1        |
| 5     | Paulína Fialková           | +30,1   | 0+0+2+1        |
| 6     | Nadine Horchler            | +37,8   | 2+1+1+0        |
| 7     | Luise Kummer               | +41,9   | 0+0+1+1        |
| 8     | Alexia Runggaldier         | +49,3   | 0+0+0+2        |
| 9     | Chloé Chevalier            | +49,8   | 1+1+0+1        |
| 10    | Galina Netschkassowa       | +1:02,2 | 0+2+0+2        |

Datum: Samstag, 27. Februar 2016, 11:00 Uhr
Qualifiziert: 60 Athletinnen; nicht am Start (DNS): 1; überrundet (LAP): 1
Weitere Teilnehmer aus deutschsprachigen Ländern und Ländern mit deutschsprachigen Provinzen:

 Annika Knoll +1:58,6 min (1+1+1+2) 17. Platz.

 Flurina Volken +3:45,5 min (0+2+2+1) 32. Platz.

 Tanja Bissig +4:10,1 min (0+1+0+0) 35. Platz.

 Fabienne Hartweger +4:30,3 min (1+3+2+0) 38. Platz.

 Susanna Meinen +4:48,5 min (3+1+3+1) 40. Platz.

 Ladina Meier-Ruge +4:50,1 min (1+1+2+2) 41. Platz.

 Julia Schwaiger +5:02,3 min (3+1+2+1) 42. Platz.

 Ramona Düringer +6:29,2 min (1+1+4+2) 52. Platz.

 Magdalena Fankhauser LAP

 Nicole Gontier DNS

#### Massenstart 12,5 km
| Platz | Sportler                   | Zeit    | Schieß- fehler |
| ----- | -------------------------- | ------- | -------------- |
| 1     | Luise Kummer               | 36:05,1 | 1+0+0+1        |
| 2     | Paulína Fialková           | +8,0    | 2+0+1+0        |
| 3     | Ingrid Landmark Tandrevold | +11,3   | 1+0+2+1        |
| 4     | Olga Jakuschowa            | +11,8   | 0+0+3+0        |
| 5     | Anastassija Sagoruiko      | +12,8   | 0+1+2+0        |
| 6     | Jessica Jislová            | +46,1   | 0+0+1+2        |
| 7     | Galina Netschkassowa       | +48,6   | 0+1+3+1        |
| 8     | Nadine Horchler            | +49,0   | 2+0+2+0        |
| 9     | Barbora Tomešová           | +54,1   | 1+0+2+1        |
| 10    | Annika Knoll               | +55,2   | 0+0+1+1        |

Datum: Sonntag, 28. Februar 2016, 11:00 Uhr
Qualifiziert und am Start: 30 Athletinnen
Weitere Teilnehmer aus deutschsprachigen Ländern und Ländern mit deutschsprachigen Provinzen:

 Alexia Runggaldier +2:13,3 min (1+1+3+1) 19. Platz.

 Karolin Horchler +3:36,9 min (1+2+4+2) 28. Platz.

### Männer

#### Sprint 10 km
| Platz | Sportler                   | Zeit    | Schieß- fehler |
| ----- | -------------------------- | ------- | -------------- |
| 1     | Jewgeni Garanitschew       | 23:40,3 | 0+1            |
| 2     | Henrik L’Abée-Lund         | +5,2    | 0+0            |
| 3     | Anton Babikow              | +9,7    | 0+0            |
| 4     | Florian Graf               | +19,6   | 0+0            |
| 5     | Wladimir Iliew             | +31,7   | 0+1            |
| 6     | Matthias Bischl            | +37,9   | 0+0            |
| 7     | Håvard Bogetveit           | +40,2   | 0+0            |
| 8     | Matwei Jelissejew          | +41,8   | 1+1            |
| 9     | Vetle Sjåstad Christiansen | +46,5   | 0+0            |
| 10    | Wiktar Kryuko              | +51,9   | 0+0            |

Datum: Donnerstag, 25. Februar, 14:00 Uhr
Gemeldet: 79 Athleten; nicht am Start (DNS): 2; aufgegeben (DNF): 1
Weitere Teilnehmer aus deutschsprachigen Ländern und Ländern mit deutschsprachigen Provinzen:

 Friedrich Pinter +1:13,3 min (0+1) 13. Platz.

 David Komatz +1:18,4 min (1+1) 29. Platz.

 Michael Rösch +1:20,3 min (2+0) 31. Platz.

 Jeremy Finello +1:21,0 min (0+1) 33. Platz.

 Philipp Horn +1:21,9 min (2+1) 36. Platz.

 Tobias Eberhard +1:23,3 min (2+0) 37. Platz.

 David Zobel +1:25,1 min (0+3) 39. Platz.

 Eligius Tambornino +2:00,9 min (2+0) 44. Platz.

 Daniel Mesotitsch +2:03,3 min (1+1) 45. Platz.

 Johannes Kühn +2:05,8 min (0+4) 49. Platz.

 Lorenz Wäger +2:07,8 min (1+1) 50. Platz.

 Pietro Dutto +2:11,1 min (2+1) 54. Platz.

 Steffen Bartscher +2:19,7 min (2+3) 59. Platz.

 Severin Dietrich +4:09,1 min (1+0) 63. Platz.

 Giuseppe Montello +4:16,8 min (3+4) 67. Platz.

 Michael Reiter +4:42,3 min (0+4) 70. Platz.

 Kenneth Schöpfer +4:46,4 min (0+1) 71. Platz.

#### Verfolgung 12,5 km
| Platz | Sportler                   | Zeit    | Schieß- fehler |
| ----- | -------------------------- | ------- | -------------- |
| 1     | Anton Babikow              | 30:01,5 | 0+0+0+1        |
| 2     | Jewgeni Garanitschew       | +0,1    | 0+0+0+1        |
| 3     | Florian Graf               | +46,0   | 1+0+1+0        |
| 4     | Vetle Sjåstad Christiansen | +1:00,4 | 0+0+0+0        |
| 5     | Pjotr Paschtschenko        | +1:09,9 | 0+0+1+1        |
| 6     | Matwei Jelissejew          | +1:10,3 | 2+1+0+1        |
| 7     | Matej Kazár                | +1:24,4 | 0+0+0+0        |
| 8     | Jaroslav Soukup            | +1:31,3 | 0+0+0+0        |
| 9     | Antonin Guigonnat          | +1:32,0 | 0+0+0+1        |
| 10    | Wladimir Iliew             | +1:34,1 | 2+0+2+1        |

Datum: Samstag, 27. Februar, 14:00 Uhr
Qualifiziert und am Start: 60 Athleten; nicht im Ziel (DNF): 1
Weitere Teilnehmer aus deutschsprachigen Ländern und Ländern mit deutschsprachigen Provinzen:

 Matthias Bischl +2:22,1 min (1+0+2+2) 16. Platz.

 Tobias Eberhard +2:26,8 min (0+0+0+1) 18. Platz.

 Lorenz Wäger +2:53,2 min (0+0+0+0) 24. Platz.

 Philipp Horn +3:04,6 min (1+2+0+1) 26. Platz.

 David Zobel +3:16,7 min (1+0+0+3) 29. Platz.

 David Komatz +3:17,7 min (3+1+0+0) 31. Platz.

 Friedrich Pinter +3:21,7 min (0+0+1+3) 33. Platz.

 Pietro Dutto +3:23,9 min (1+0+0+1) 34. Platz.

 Michael Rösch +3:31,9 min (2+1+1+1) 37. Platz.

 Jeremy Finello +4:27,6 min (2+1+2+2) 48. Platz.

 Steffen Bartscher +5:15,3 min (2+0+1+2) 52. Platz.

 Eligius Tambornino +5:26,4 min (1+1+2+4) 54. Platz.

 Johannes Kühn +5:30,7 min (1+0+4+5) 55. Platz.

 Daniel Mesotitsch DNF

#### Massenstart 15 km
| Platz | Sportler             | Zeit    | Schieß- fehler |
| ----- | -------------------- | ------- | -------------- |
| 1     | Florian Graf         | 38:20,5 | 0+1+0+0        |
| 2     | Jaroslav Soukup      | +4,1    | 0+1+0+0        |
| 3     | Wladimir Iliew       | +8,5    | 0+1+1+0        |
| 4     | Anton Babikow        | +14,3   | 0+0+0+1        |
| 5     | Vegard Gjermundshaug | +34,3   | 0+0+1+1        |
| 6     | Matthias Bischl      | +36,0   | 0+0+0+2        |
| 7     | Henrik L’Abée-Lund   | +46,2   | 1+0+1+2        |
| 8     | Tobias Eberhard      | +47,8   | 0+0+0+2        |
| 9     | Pjotr Paschtschenko  | +51,6   | 2+0+1+0        |
| 10    | Florent Claude       | +51,9   | 1+0+0+0        |

Datum: Sonntag, 28. Februar, 14:00 Uhr
Qualifiziert und am Start: 30 Athleten
Weitere Teilnehmer aus deutschsprachigen Ländern und Ländern mit deutschsprachigen Provinzen:

 David Komatz +1:45,5 min (0+0+2+0) 19. Platz.

 Friedrich Pinter +2:18,4 min (0+0+1+3) 22. Platz.

 Philipp Horn +4:13,9 min (3+4+1+2) 28. Platz.

### Mixed-Bewerbe

#### Single-Mixed-Staffel
| Platz | Land        | Sportler(in)                                          | Zeit      | Strafrunden + Nachlader             |
| ----- | ----------- | ----------------------------------------------------- | --------- | ----------------------------------- |
| 1     | Russland    | Wiktorija Sliwko Anton Babikow                        | 39:59,0 h | 0+0 0+0 / 0+0 0+0 0+0 0+0 / 0+2 0+2 |
| 2     | Deutschland | Luise Kummer Matthias Dorfer                          | +37,9     | 0+2 0+1 / 0+1 0+0 0+1 0+1 / 0+1 0+0 |
| 3     | Norwegen    | Ingrid Landmark Tandrevold Vetle Sjåstad Christiansen | +52,7     | 0+0 0+2 / 0+0 0+2 0+0 0+1 / 0+0 0+1 |
| 4     | Schweden    | Hanna Öberg Tobias Arwidson                           | +1:09,2   | 0+1 0+1 / 0+1 0+1 0+0 0+0 / 0+2 0+0 |
| 5     | Kasachstan  | Olga Poltoranina Alexander Trifonow                   | +2:02,5   | 0+1 0+2 / 0+0 0+0 0+3 0+0 / 0+0 0+1 |
| 6     | Tschechien  | Barbora Tomešová Lukáš Kristejn                       | +2:03,8   | 0+0 2+3 / 0+1 0+1 0+1 0+1 / 0+1 1+3 |
| 7     | Frankreich  | Coline Varcin Aristide Bègue                          | +2:20,9   | 0+1 0+2 / 0+1 0+3 0+3 0+0 / 0+0 0+0 |
| 8     | Slowakei    | Ivona Fialková Tomáš Hasilla                          | +2:26,0   | 0+0 0+2 / 0+0 2+3 0+3 0+2 / 0+2 0+0 |
| 9     | Belarus     | Dsinara Alimbekawa Wiktar Kryuko                      | +2:29,9   | 0+0 0+0 / 0+0 0+2 0+2 1+3 / 1+3 0+1 |
| 10    | Bulgarien   | Stefani Popowa Anton Sinapow                          | +2:47,9   | 0+0 0+0 / 0+3 0+0 0+2 0+1 / 4+3 0+0 |
| 11    | Schweiz     | Ladina Meier-Ruge Jeremy Finello                      | LAP       | 0+1 0+2 / 0+0 0+1 0+3 1+3 / 0+2 0+2 |
| 12    | Österreich  | Magdalena Fankhauser David Komatz                     | LAP       | 0+1 0+2 / 0+1 2+0 1+3 2+3 / –       |
| 13    | Ungarn      | Emöke Szöcs Károly Gombos                             | LAP       | 0+2 1+3 / 1+3 – 0+1 1+3 / –         |
| DNS   | Italien     | Alexia Runggaldier Pietro Dutto                       | –         | –                                   |

Datum: Mittwoch, 24. Februar 2016, 11:00 Uhr
Gemeldet und am Start: 14 Nationen, überrundet (LPD): 3, nicht am Start (DNS): 1

#### Mixed-Staffel
| Platz | Land        | Sportler(in)                                                                 | Zeit        | Strafrunden + Nachlader         |
| ----- | ----------- | ---------------------------------------------------------------------------- | ----------- | ------------------------------- |
| 1     | Russland    | Anastassija Sagoruiko Olga Jakuschowa Matwei Jelissejew Jewgeni Garanitschew | 1:10:56,3 h | 0+2 1+3 0+0 0+0 0+2 0+0 0+1 0+1 |
| 2     | Slowakei    | Paulína Fialková Jana Gereková Matej Kazár Martin Otčenáš                    | +0,1        | 0+1 0+1 0+1 0+0 0+0 0+0 0+1 0+1 |
| 3     | Norwegen    | Sigrid Bilstad Neraasen Bente Landheim Henrik L’Abée-Lund Håvard Bogetveit   | +1:04,4     | 0+0 0+0 0+1 0+2 0+3 0+2 0+1 0+2 |
| 4     | Deutschland | Nadine Horchler Karolin Horchler Matthias Bischl Florian Graf                | +1:13,7     | 0+0 0+1 0+1 0+0 0+0 0+1 3+3 0+1 |
| 5     | Bulgarien   | Emilija Jordanowa Dessislawa Stojanowa Wladimir Iliew Krassimir Anew         | +2:28,8     | 0+0 0+1 1+3 0+2 0+0 0+1 0+1 0+1 |
| 6     | Frankreich  | Chloé Chevalier Marine Bolliet Fabien Claude Antonin Guigonnat               | +3:01,3     | 0+1 0+1 0+0 1+3 0+1 0+2 0+0 0+1 |
| 7     | Österreich  | Ramona Düringer Julia Schwaiger Tobias Eberhard Lorenz Wäger                 | +3:15,7     | 0+0 0+0 0+0 2+3 0+2 0+2 0+0 1+3 |
| 8     | Italien     | Alexia Runggaldier Nicole Gontier Pietro Dutto Giuseppe Montello             | +3:44,2     | 0+0 0+3 1+3 0+3 0+1 0+2 0+2 0+2 |
| 9     | Litauen     | Natalija Kočergina Natalija Paulauskaitė Tomas Kaukėnas Karol Dombrovski     | +4:04,7     | 0+1 0+1 0+0 0+0 0+1 1+3 0+0 0+2 |
| 10    | Schweden    | Johanna Skottheim Sofia Myhr Christofer Eriksson Peppe Femling               | +4:13,9     | 0+2 0+2 0+0 0+1 0+2 0+2 0+2 0+1 |
| 11    | Tschechien  | Jessica Jislová Jitka Landová Adam Václavík Jaroslav Soukup                  | +4:14.0     | 0+0 0+1 0+3 0+3 2+3 0+3 0+3 0+3 |
| 12    | Belarus     | Kristina Iltschenko Marija Panfilowa Dsmitryj Abascheu Sergei Botscharnikow  | +5:15.3     | 1+3 0+1 0+1 0+2 0+0 1+3 0+2 0+0 |
| 13    | Schweiz     | Flurina Volken Susanna Meinen Eligius Tambornino Severin Dietrich            | +5:45.2     | 0+1 0+1 0+2 0+1 0+2 1+3 0+0 0+1 |
| 14    | Kasachstan  | Alexandra Sassina Jelena Chrustaljowa Nikolai Braitschenko Timur Chamitgatin | LAP         | 1+3 0+0 0+1 0+1 0+2 0+0 1+3 0+2 |
| 15    | Finnland    | Laura Toivanen Meri Maijala Antti Repo Teemu Huhtala                         | LAP         | 0+0 0+3 0+3 0+1 0+2 2+3 0+1 0+2 |
| 16    | Rumänien    | Réka Forika Luminița Pișcoran Marius Ungureanu Ștefan Gavrilă                | LAP         | 0+0 0+0 1+3 1+3 0+1 1+3 0+3 1+3 |

Datum: Mittwoch, 24. Februar 2016, 14:00 Uhr
Gemeldet und am Start: 16 Nationen, überrundet (LPD): 3